# Dynamo de Québec
Maillots
Le Dynamo de Québec est un club de soccer basé à Québec. Fondé en 1991, il a cessé temporairement d'exister entre 2008 à 2014. Il est constitué d'une équipe masculine de la Ligue1 Québec, ainsi que d'une équipe féminine, inactive depuis 2016. En novembre 2019, L'équipe se retire de la ligue pour la saison 2020

## Historique
En 2014, l'équipe féminine du Dynamo de Québec succède à l'Amiral SC. L'équipe œuvre dans la W-League jusqu'à la dissolution de cette ligue en 2015. Faute de pouvoir rejoindre la nouvelle United Women's Soccer, elle est inactive durant la saison 2016.
En 2017, le Dynamo accueille deux nouvelles formations masculines : la première évolue dans la Première ligue de soccer du Québec et la seconde, en tant qu'équipe de réserve, évolue dans la Première ligue de soccer du Québec réserve.

### Première saison (2017)
En plein rodage pour ses débuts en PLSQ, le Dynamo de Québec débute par une victoire de 1-0 sur le Mistral de Sherbrooke. Fort de cette première victoire en camp préparatoire, l'équipe enchaîne une deuxième prestation contre la formation de l'AS Blainville (2e du classement en 2016) par un pointage d'un partout. Pour finalement s'incliner 1-0 contre le FC Launaudière à son dernier match pré-saison. L'équipe prendra les prochains mois à peaufiner sa préparation en vue du premier match de son histoire, le dimanche 14 mai contre Mont-Royal Outremont au Stade Honco de Charny.

## Structures du club

### Staff actuel
| Poste                        | Nom(s)                 |
| Président                    | Paul Gariépy           |
| Directeur général            | Alexandre Harvey       |
| Communications               | Pierre-Luc Tremblay    |
| Gérante                      | Anne-Marie Caron       |
| Intendant-équipement         | Jean-Pierre Gingras    |
| Directeur sportif            | Helder Duarte          |
| Entraîneur général PLSQ      | Edmond Foyé            |
| Entraîneurs adjoints PLSQ    | Benoit Forget-Chiasson |
| Entraîneur des gardiens      | Nabil Haned            |
| Entraîneur général Réserve   | Christophe Blin        |
| Entraîneurs adjoints Réserve | Michael Doukhan        |
| Préparateur physique         | Jean-Philippe Boucher  |
| Coordonnateur santé          | Patrice Pépin          |
| Préparation mentale          | Caroline Marcotte      |

## Groupes de partisans
- Section Ludovica: : Créée en 2012, cette association décide de soutenir et d'encourager le club dans un esprit de solidarité, de convivialité et d'indépendance. Ce groupe comprend désormais quelques adhérents. Dans le Stade L'Esle de Charny, le groupe est situé en tribune Est près de l'entrée des joueurs.